# Hana Mergheni
Hana Mergheni, née le 4 mai 1989 à Tunis, est une judokate tunisienne.

## Carrière
Hana Mergheni remporte la médaille de bronze des championnats d'Afrique 2006 se tenant à Maurice dans la catégorie des plus de 78 kg. 
Elle bascule ensuite dans la catégorie des moins de 78 kg ; elle est médaillée de bronze aux Jeux de la Francophonie de 2009 à Beyrouth, médaillée d'argent aux championnats d'Afrique 2010 à Yaoundé, et médaillée d'or aux championnats d'Afrique 2011 à Dakar, aux Jeux panarabes de 2011 à Doha, aux Jeux africains de 2011 à Maputo, aux championnats d'Afrique 2012 à Agadir et aux championnats d'Afrique 2013 à Maputo.
Elle participe également aux Jeux olympiques de 2012.